# Schiedea verticillata
Schiedea verticillata, conocido como clavel Nihoa, es una especie de clavel en peligro, endémica de la isla de Nihoa en las Islas de Sotavento de Hawái, donde fue descubierto en 1923 por la Expedición Tanager. Ha sido catalogado como en peligro de extinción desde 1996.
Tiene tallos de 40-60 cm de largo, erectos o a veces se arrastran, y hojas carnosas de color menta de hasta 15 cm. Las flores tienen pocos pétalos, poseen 10 estambres y 4-5 estilos. La planta estiva, se seca y solo quedan las raíces carnosas perennes durante la estación seca. Menos de 400 plantas individuales sobreviven en dos de los valles rocosos de Nihoa, pero la población se ha mantenido estable. No se cónoce de qué forma la planta poliniza. A pesar de que hay muy pocos especímenes sobreviventes, el clavel puede evitar la endogamia, un problema que amenaza su compañero Amaranthus brownii, porque este clavel tiene la mayor diversidad genética de su género.